# Пејзли (Флорида)
Пејзли (енгл. Paisley) насељено је место без административног статуса у америчкој савезној држави Флорида.

## Демографија
По попису из 2010. године број становника је 818, што је 84 (11,4%) становника више него 2000. године.
| Група             | 2000.       | 2010.       |
| Белци             | 709 (96,6%) | 772 (94,4%) |
| Афроамериканци    | 0 (0,0%)    | 3 (0,4%)    |
| Азијати           | 4 (0,5%)    | 0 (0,0%)    |
| Хиспаноамериканци | 12 (1,6%)   | 29 (3,5%)   |
| Укупно            | 734         | 818         |